# Batalla de les Portes Perses
La batalla de les Portes Perses va ser un conflicte militar entre l'Imperi Aquemènida i Alexandre el Gran a les Portes Perses. L'exèrcit aquemènida era comandat pel sàtrapa de la regió de Pèrsia (Fars), Ariobarzanes, així com per la seva germana Youtab, mentre que l'exèrcit invasor macedoni estava al comandament d'Alexandre el Gran. A l'hivern de 330 aC, Ariobarzanes va dirigir l'última resistència de les forces perses contra les d'Alexandre i va mantenir amb èxit a ratlla l'exèrcit macedoni durant 30 dies Alexandre posteriorment va descobrir un pas accessible alternatiu a través de la rereguarda de l'exèrcit persa com a la batalla de les Termòpiles, mitjançant interrogatoris als presoners de guerra capturats.
Les similituds entre la batalla lliurada a les Termòpiles i les Portes Perses han estat reconegudes tant per autors antics com moderns. Les Portes perses van jugar el paper de "Termòpiles perses i, com les Termòpiles, va caure." de les forces invasores perses. Aquí, en la campanya d'Alexandre per venjar-se de la invasió persa de Grècia, es va enfrontar a la mateixa situació dels perses. També hi ha relacions que un pastor iranià va dirigir les forces d'Alexandre al voltant de les defenses perses, de la mateixa manera que un grec local va mostrar a les forces perses un camí secret al voltant del pas de les Termòpiles.